# Bisdom Columbus
Het bisdom Columbus (Latijn: Dioecesis Columbensis) is een rooms-katholiek bisdom met als zetel Columbus, hoofdstad van de Amerikaanse staat Ohio. Het bisdom is suffragaan aan het aartsbisdom Cincinnati. 

## Geschiedenis
Het bisdom werd opgericht op 3 maart 1868, uit delen van het aartsbisdom Cincinnati. Op 21 oktober 1944 verloor het gebied bij de oprichting van het bisdom Steubenville. 

## Parochies
Het bisdom had in 2021 een oppervlakte van 29.293 km2 en telde 2.828.514 inwoners waarvan 10,2% rooms-katholiek was.

## Bisschoppen
- Sylvester Horton Rosecrans (3 maart 1868 - 21 oktober 1878)
  - Nicholas Aloysius Gallagher (apostolisch administrator: 8 oktober 1878 - 10 januari 1882)
- John Ambrose Watterson (6 april 1880 - 17 april 1899)
- Henry Moeller (6 april 1900 - 27 april 1903)
- James Joseph Hartley (19 december 1903 - 12 januari 1944)
  - Edward Gerard Hettinger (hulpbisschop: 6 december 1941 - 14 oktober 1977)
- Michael Joseph Ready (11 november 1944 - 2 mei 1957)
- Clarence George Issenmann (5 december 1957 - 7 oktober 1964)
- John Joseph Carberry (16 januari 1965 - 17 februari 1968)
- Clarence Edward Elwell (24 mei 1968 - 16 februari 1973)
- Edward John Herrmann (22 juni 1973 - 18 september 1982)
  - George Avis Fulcher (hulpbisschop: 24 mei 1976 - 8 februari 1983)
- James Anthony Griffin (4 februari 1983 - 14 oktober 2004)
- Frederick Francis Campbell (14 oktober 2004 - 31 januari 2019)
- Robert John Brennan (31 januari 2019 - 29 september 2021)
- Earl Kenneth Mario Fernandes (2 april 2022 - heden)

## Galerij van afbeeldingen

Wapen van het bisdom
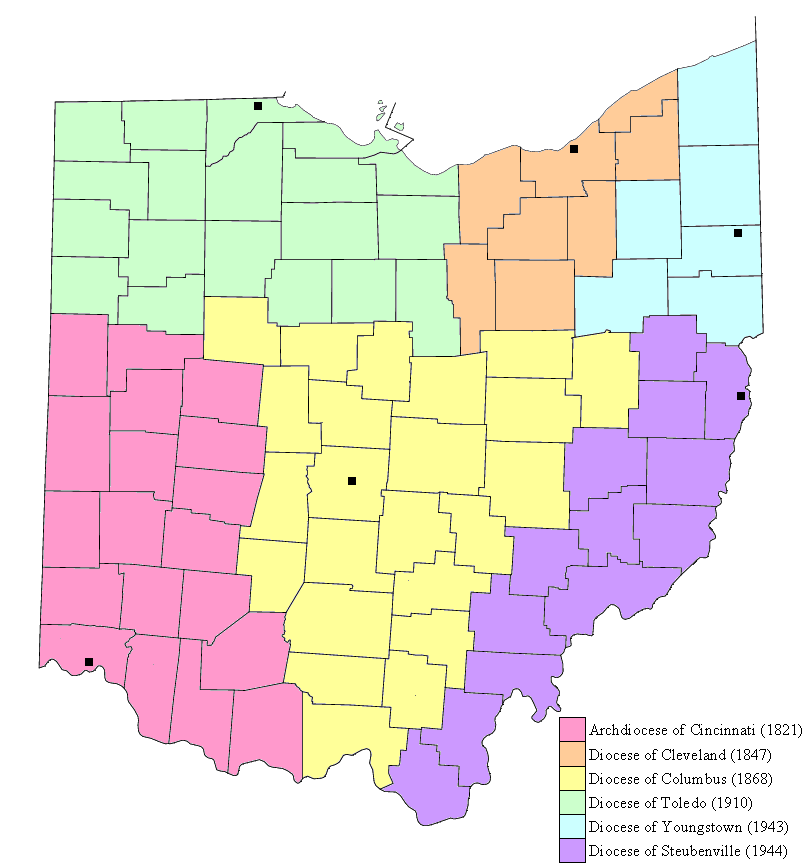
Kerkprovincie met aartsbisdom en suffragane bisdommen
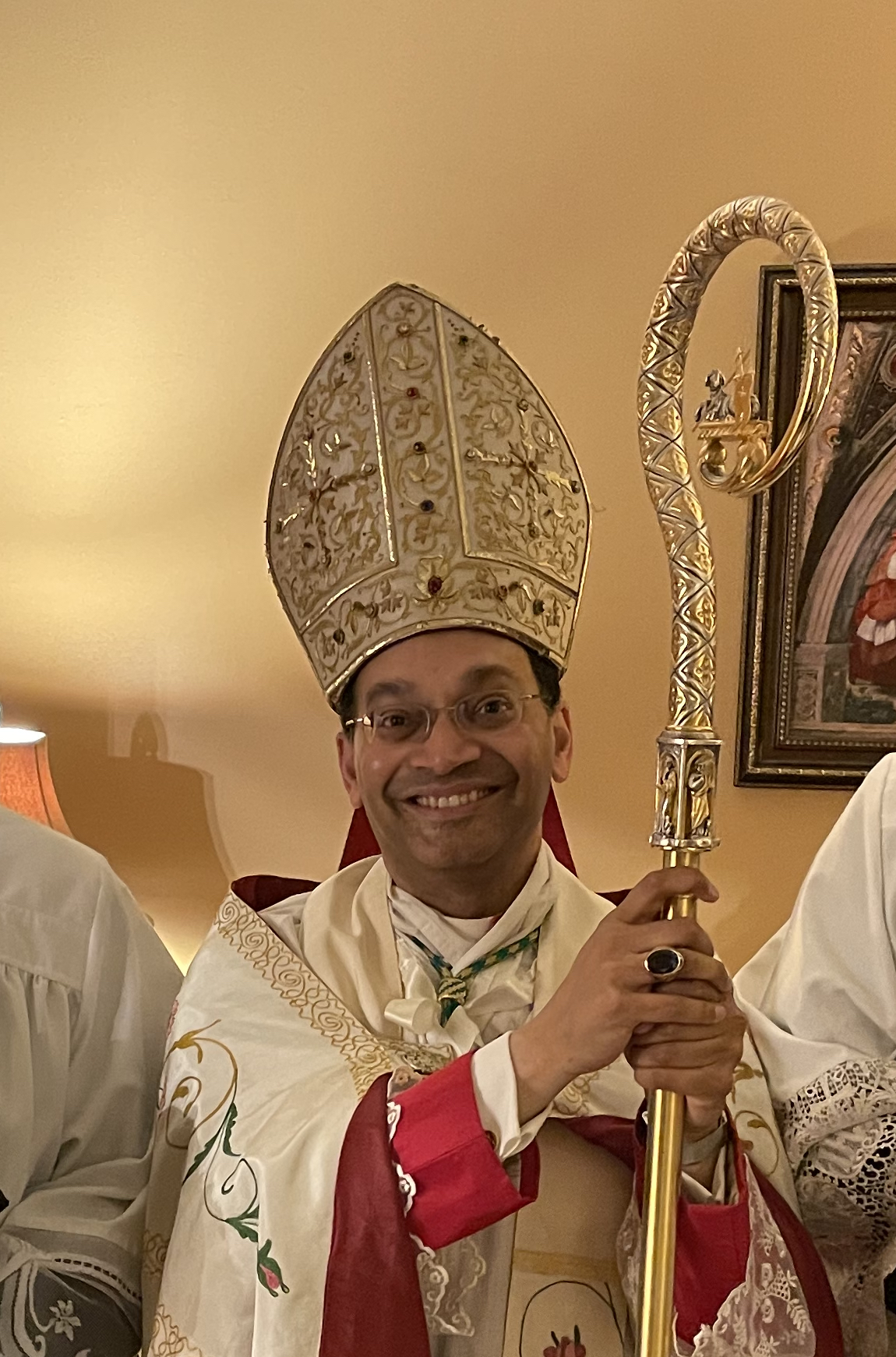
Bisschop Earl Kenneth Mario Fernandes (2022-heden)

Cincinnati (aartsbisdom) · Cleveland · Columbus · Steubenville · Toledo · Youngstown